# Germano (primo de Justiniano I)
Germano (em grego: Γερμανός; romaniz.: Germanós; 550) foi um general bizantino do século VI, sobrinho do imperador Justino I (r. 518–527) e primo do também imperador Justiniano (r. 527–565). Comandou efetivos na Trácia, Norte da África e Oriente contra o Império Sassânida, e foi escalado para comandar a expedição final contra o Reino Ostrogótico. Devido ao seu ingresso na dinastia dos Amalos, através de seu segundo casamento com a princesa gótica Matasunta, e por possuir um distinto registro de serviço, no tempo da morte repentina de Justiniano, foi considerado o provável herdeiro ao trono.

## Biografia

### Origem e começo da carreira

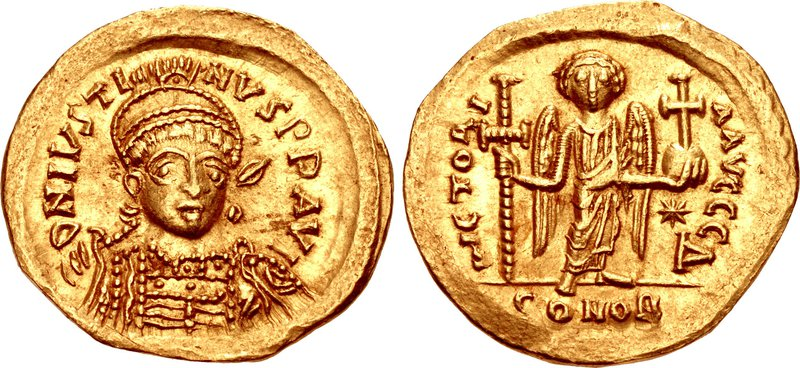
Soldo de r.

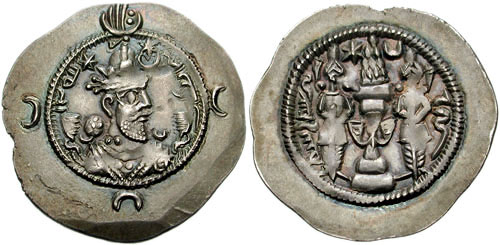
Dracma de r.

Germano nasceu antes do ano 505 e era sobrinho do imperador Justino I (r. 518–527) e primo de Justiniano (r. 527–565), e não seu sobrinho, como muitas vezes se afirma. Segundo a Gética de Jordanes, era descendente da gente Anícia. A natureza exata desta conexão, contudo, se não for nada mais que um artifício literário para indicar sua descendência nobre, é incerta. Theodor Mommsen sugere que sua mãe podia ter sido filha de Anícia Juliana. Durante o reinado de Justino, foi elevado a um alto posto (é registando como homem ilustre numa carta de 519 endereçada a ele pelo papa Hormisda), posteriormente sendo nomeado como mestre dos soldados da Trácia. Nesta capacidade, obteve uma vitória esmagadora sobre a invasão dos antas.
Cerca de 536, foi elevado ao consulado honorário e aos postos de patrício e mestre dos soldados na presença. Naquele ano, foi enviado ao Norte da África para suceder Salomão como comandante militar, com a tarefa de suprimir um motim em grande escala das tropas bizantinas lideradas por Estútias. Seu mandato lá, descrito por Procópio, foi um sucesso completo. Sua política conciliatória e o pagamento dos honorários atrasados fez com que conquistasse grande parte do exército amotinado. Então derrotou os rebeldes restantes sob Estútias na Batalha das Escadas Ancestrais na primavera de 537 e estabilizou o país ao suprimir outra conspiração (Maximino) no interior de suas tropas e restaurando a disciplina. Foi chamado por Justiniano em 539 e em 540 foi enviado a Antioquia com a eclosão da Guerra Lázica contra o Império Sassânida do xá Cosroes I (r. 531–579). Pesadamente em desvantagem numérica, retirou-se à Cilícia e foi incapaz de prevenir o Saque de Antioquia no mesmo ano. No ano seguinte, como Belisário assumiu o comando no Oriente, retornou para Constantinopla.

### Conspiração de Artabanes

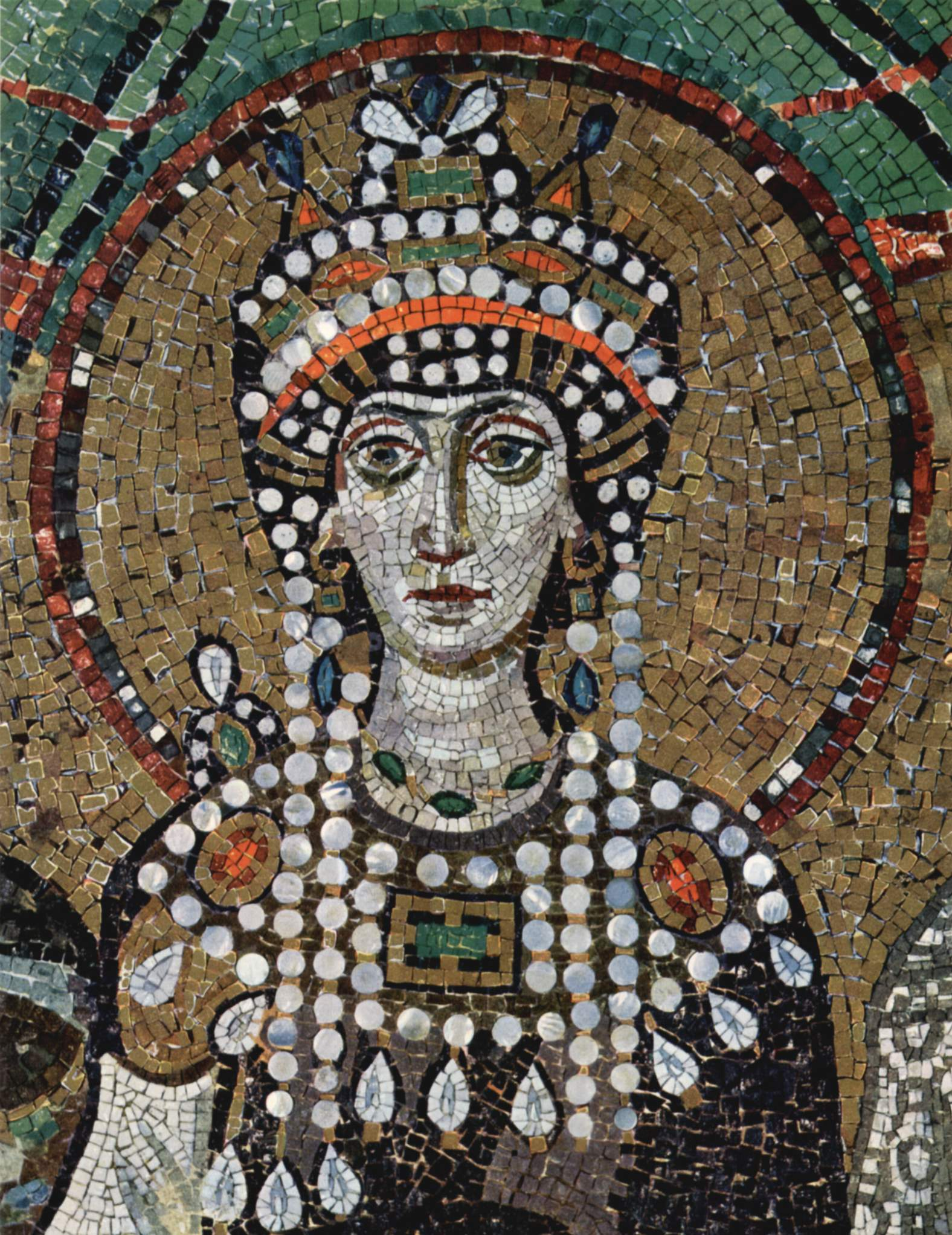
Teodora em detalhe dum mosaico da Basílica de São Vital

Cerca de 548, foi reconhecido como o parente mais influente de Justiniano e seu herdeiro aparente, embora isto nunca tenha sido formalmente reconhecido. Naquele ano, sua posição foi reforçada ainda mais pela morte da imperatriz Teodora (r. 527–548), que desgostava-o intensamente. Sua posição na corte era tamanha que foi motivo de uma conspiração deflagada pelo general Artabanes e seu parente Ársaces, que planejavam assassinar Justiniano e substituí-lo por Germano. Os conspiradores pensaram que Germano seria amigável com os planos deles, uma vez que havia ficado insatisfeito com a intromissão de Justiniano no acerto do testamento de seu recém-falecido irmão Boraides.
Os conspiradores primeiro contaram suas intenções para Justino, filho mais velho de Germano. Ele, por sua vez, informou seu pai, que então delatou ao conde dos excubitores Marcelo. A fim de saber mais das intenções deles, Germano encontrou-se em pessoa com os conspiradores, enquanto um assessor de confiança de Marcelo, chamado Leôncio, estava escondido nas redondezas para escutar. Marcelo informou Justiniano, e os conspiradores foram presos, mas tratados com muita clemência. No início, Germano e seus filhos também foram suspeitos, porém o testemunho de Marcelo e dos oficiais Constanciano e Buzes os inocentou.

### Alto comando e morte
Nesse meio tempo, a Guerra Gótica na península Itálica contra o Reino Ostrogótico estava indo mal aos bizantinos, com o rei ostrogótico Tótila (r. 541–552) capturando a maior parte da Itália de volta das tropas bizantinas. Em 549, Justiniano decidiu enviar uma grande força expedicionária com Germano como comandante. Logo, contudo, mudou de ideia e nomeou o patrício Libério, antes de cancelar a expedição completamente. Em 550, Justiniano finalmente nomeou Germano como comandante-em-chefe duma expedição italiana. Instalando sua base em Sérdica, começou a montar o exército. De acordo com Procópio, sua fama era tamanha que os soldados, tanto bizantinos como bárbaros, reuniram-se à sua bandeira. Até mesmo uma invasão eslava que dirigia-se para Salonica alegadamente desviou à Dalmácia com a notícia de que ele havia assumido comando na Trácia.

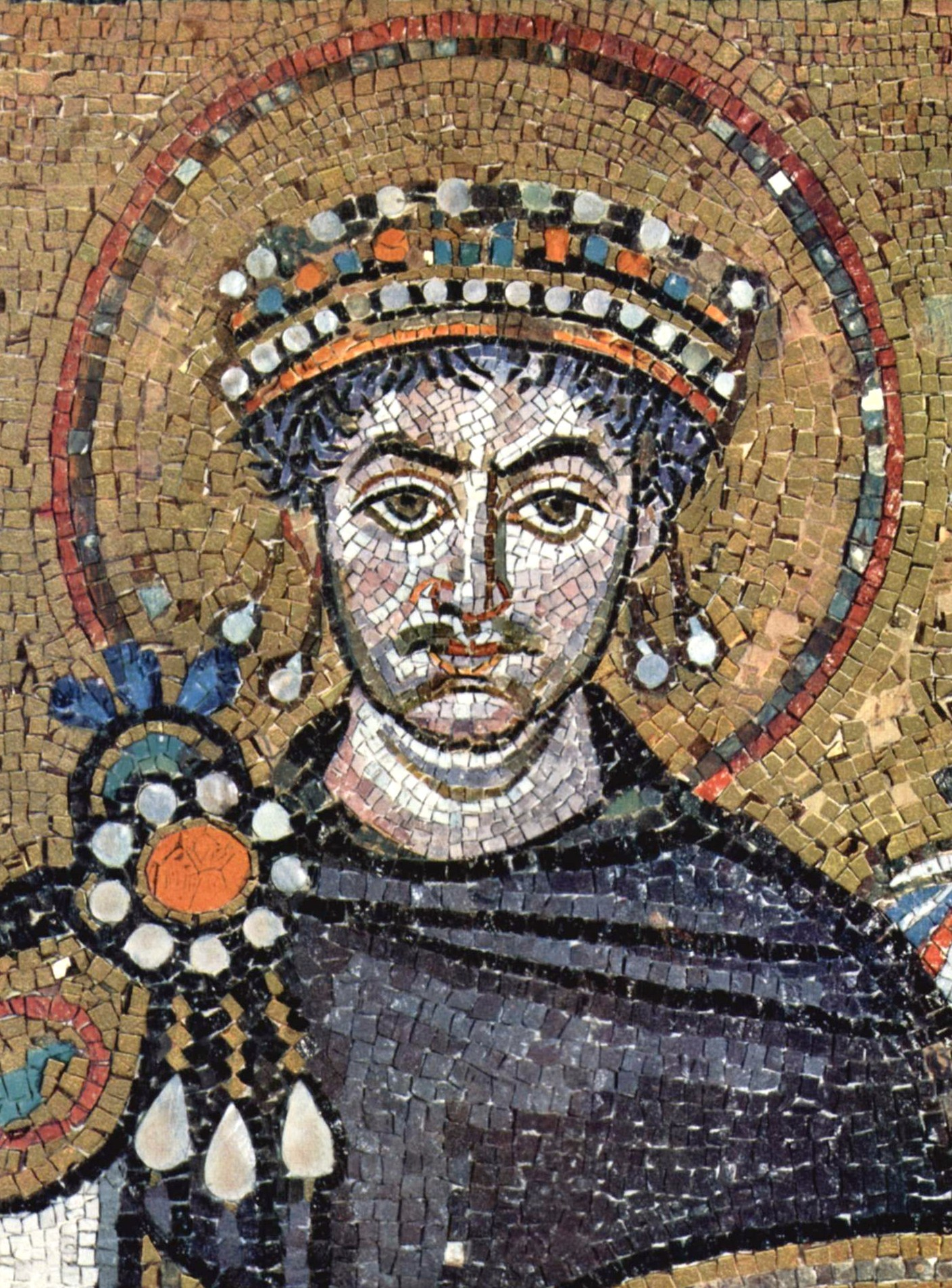
Justiniano em detalhe dum mosaico da Basílica de São Vital

Germano também deu um passo no qual esperava diminuir significativamente a resistência que enfrentaria dos ostrogodos: tomou como sua segunda esposa Matasunta, a antiga rainha dos godos, bisneta de Teodorico, o Grande (r. 474–526) e última herdeira sobrevivente da dinastia dos Amalos. Registros contemporâneos sugerem que este movimento, combinado com as notícias dos preparativos maciços, produziu efeito entre os godos na península, bem como em numerosos desertores bizantinos, alguns dos quais enviaram mensagens prometendo retornar à fidelidade bizantina com sua chegada. Além disso, esta mensagem, que foi endossada pelo Justiniano, marcou Germano como herdeiro dos reinos gótico e romano oriental. Não era para ser, contudo: apenas dois dias antes do exército partir, no começo do outono de 550, ele adoeceu e morreu. Sua morte frustrou todas as esperanças à reconciliação dos godos e romanos na Itália, e levou a mais anos de derramamento de sangue, até a península ser definitivamente conquistada pelos bizantinos. A Germano é dado um tratamento muito favorável no trabalho de Procópio, sendo enaltecido por sua virtude, justiça e generosidade, bem como sua energia e habilidade como soldado e administrador.

## Família
Germano tinha um irmão chamado Boraides e talvez também outro chamado Justo. De seu primeiro casamento com uma dama chamada Passara, teve dois filhos e uma filha:
- Justino, nascido provavelmente cerca de 525/30, tornou-se cônsul em 540 e general no final do reinado de Justiniano;
- Justiniano, general;
- Justina, nascida cerca 527, casou-se em 545 com o general João, sobrinho do general e rebelde Vitaliano.

De seu casamento posterior com Matasunta teve um filho, também chamado Germano, que nasceu postumamente (final de 550 / começo de 551). Nada concreto se sabe sobre ele, embora possa possivelmente ser identificado com o patrício homônimo, que era um importante senador no reinado de Maurício (r. 582–602), cuja filha casou-se com o filho mais velho de Maurício, Teodósio. Michael Whitby identifica o jovem Germano com o césar homônimo, que era genro de Tibério II (r. 574–582) e Ino Anastácia.